# Drawieński Park Narodowy
Drawieński Park Narodowy – polski park narodowy, utworzony w 1990 roku na terenie województw: lubuskiego, zachodniopomorskiego i wielkopolskiego.
Został utworzony 1 maja 1990 roku na powierzchni 8691,50 ha. Obecnie zajmuje powierzchnię 11 535,66 ha, w tym w wieczystym użytkowaniu Parku 11 210,6922 ha:
- województwo lubuskie: 5362,1793 ha (powiat strzelecko-drezdenecki)
- województwo zachodniopomorskie: 5470,6729 ha (powiat choszczeński i wałecki)
- województwo wielkopolskie: 377,84 ha (powiat czarnkowsko-trzcianecki)

Park znajduje się w północno-zachodniej Polsce, na Równinie Drawskiej, w kompleksie Puszczy Drawskiej. Południowa granica Parku przebiega wzdłuż drogi krajowej nr 22.
Położenie geograficzne Parku:
- długość geograficzna od 15°45′ do 16°45′E
- szerokość geograficzna od 53°00′ do 53°15′N

Lasy na terenie Parku zajmują 83% powierzchni. W większości są to lasy bukowe i dębowo-bukowe, a także bory sosnowe. Ponadto 10% powierzchni wodnej Parku zajmują jeziora wraz z rzekami. Główne rzeki to: Drawa i Płociczna. Jeziora: 20 zbiorników wodnych, w tym unikatowe w skali kraju jezioro Czarnka. Największe jezioro to Ostrowite. W Parku znajduje się 12 obszarów ochrony ścisłej.
Wokół Parku wyznaczono otulinę o powierzchni 352,67 km².

## Flora i fauna
| Flora (ok. 900 gatunków) | Fauna |
| --- | --- |
| - chamedafne północna - żurawina drobnolistkowa - kłoć wiechowata - lilia złotogłów - jarząb brekinia - storczyki - rosiczki - i inne | - ryby: ok. 30 gatunków - troć wędrowna - troć jeziorowa - pstrąg - lipień - głowacz białopłetwy - certa - sieja - sielawa - i inne - ptaki: ok. 130 gatunków lęgowych - bielik - rybołów - orlik krzykliwy - puchacz - gągoł - tracz nurogęś - pliszka górska - pluszcz - zimorodek - derkacz - czapla siwa - bocian czarny - i inne - ssaki: ok. 50 gatunków - jeleń szlachetny - sarna europejska - bóbr - wydra europejska – symbol DPN - dzik - jenot azjatycki - szop pracz - norka amerykańska - wilk szary - nietoperze - i inne |

## Obszary ochrony ścisłej

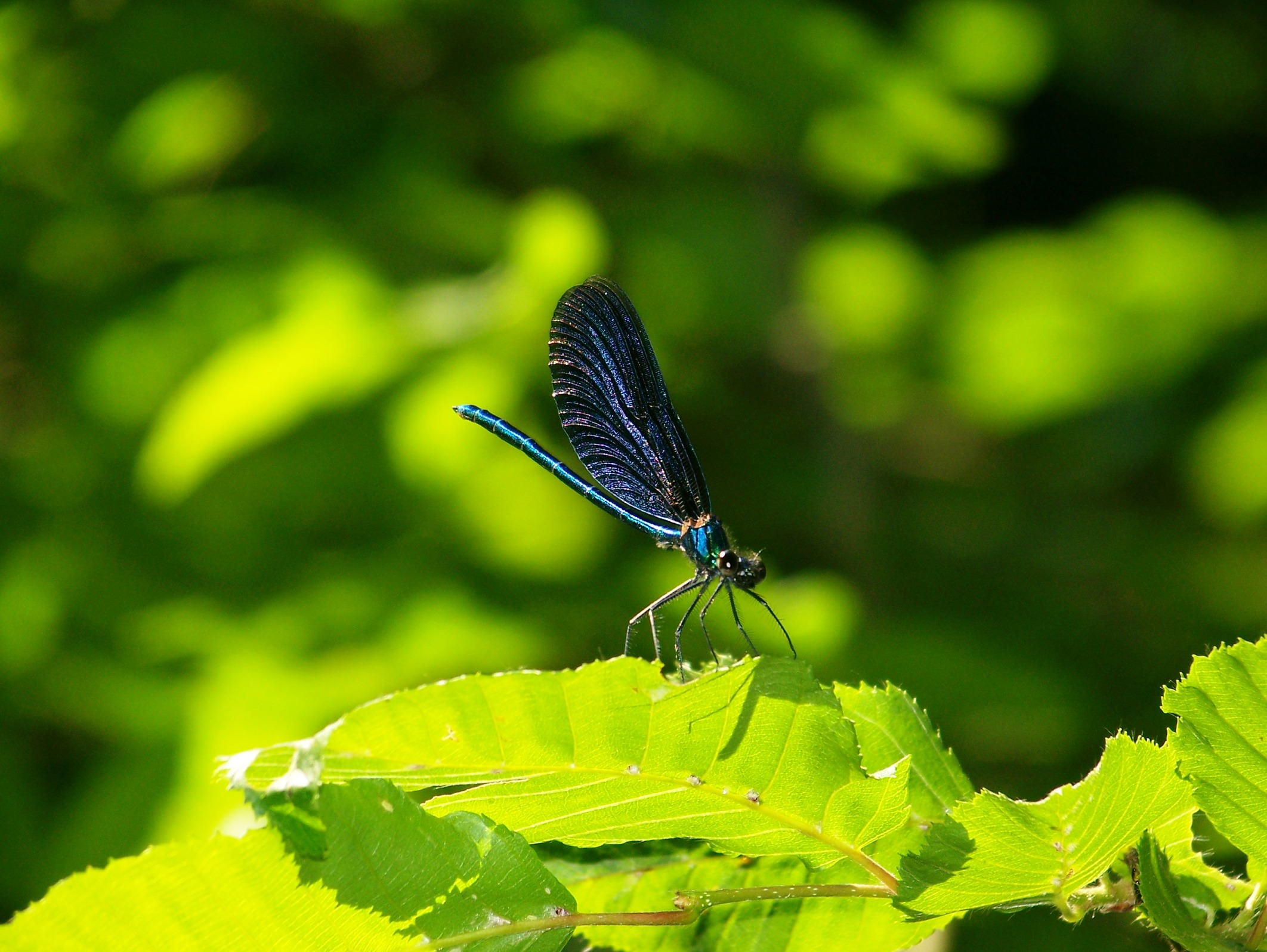
Ważka w spoczynku – Drawieński Park Narodowy

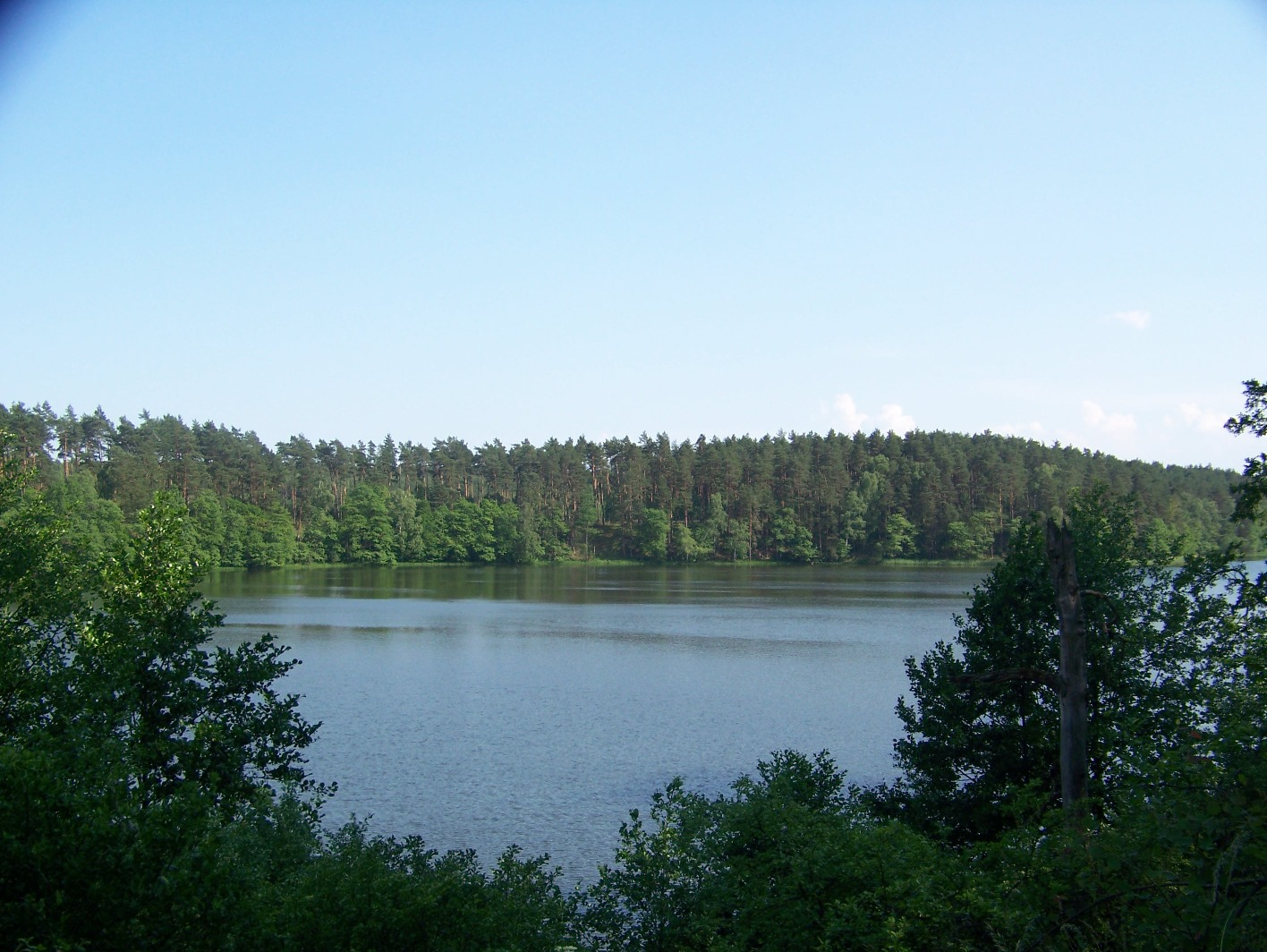
Widok na jezioro Ostrowiec – największe jezioro na terenie DPN

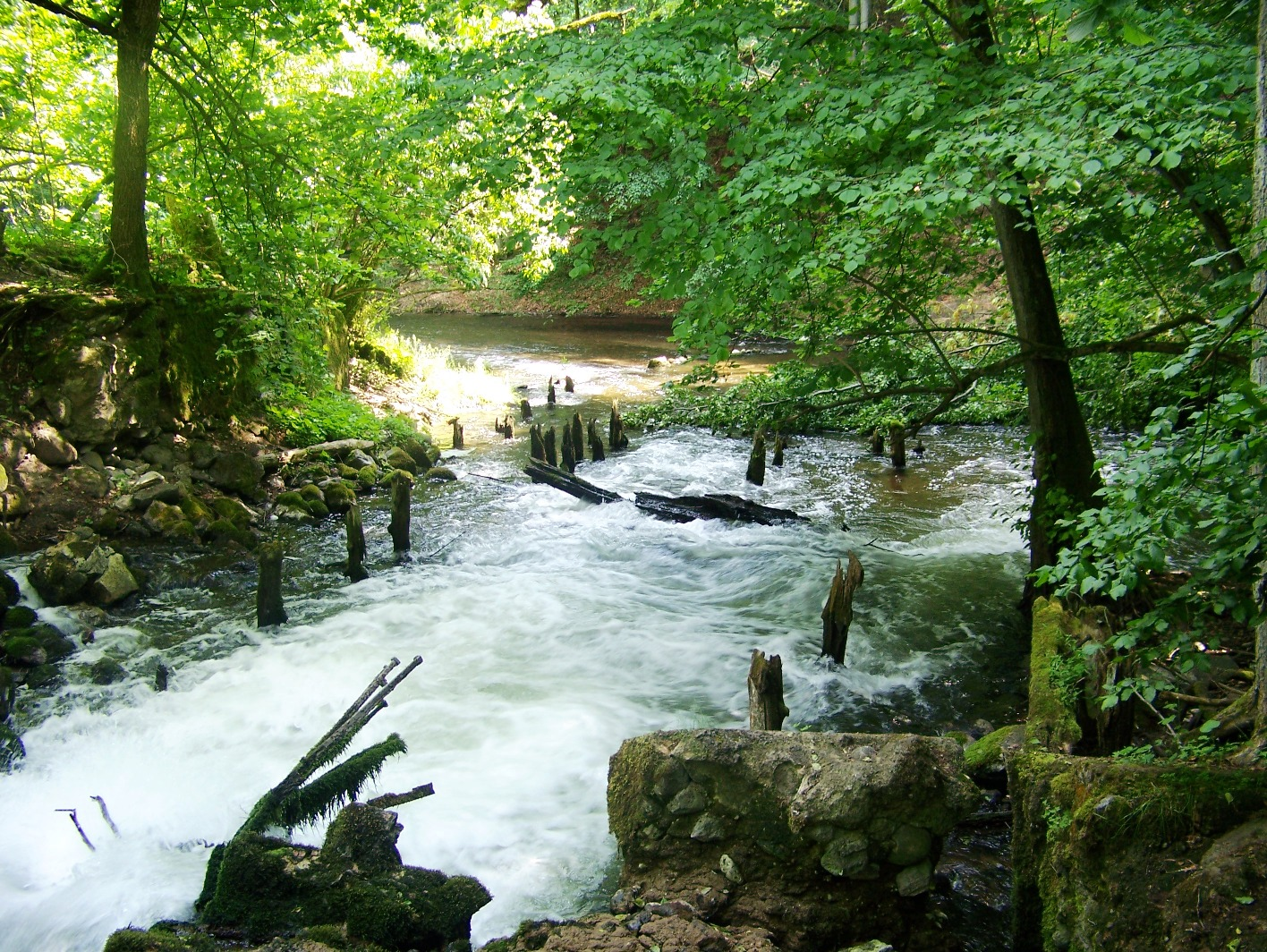
Pozostałości po XIX w. węgorni na rzece Płocicznej

Najcenniejsze przyrodniczo fragmenty Parku, o powierzchni 1391,62 ha, podlegają ścisłej ochronie. W tym celu wyznaczono następujące obszary ochrony ścisłej:
- w województwie lubuskim:

1. Moczele – Żeleźnica
2. Święta Hala
3. Rynna Moczelska
4. Jezioro Czarne
5. Wyspy i półwyspy jeziora Ostrowieckiego

- w województwie zachodniopomorskim:

1. Przełom Drawy
2. Runica
3. Głodne Jeziorka
4. Sicienko
5. Pustelnik
6. Wydrowe Łęgi
7. Dolina Płocicznej

## Rezerwaty w otulinie Drawieńskiego PN
W otulinie Parku znajduje się 5 rezerwatów przyrody:
- w województwie lubuskim:

1. Torfowisko Osowiec

- w województwie zachodniopomorskim:

1. Leśne Źródła
2. Mszary Tuczyńskie
3. Stary Załom
4. Torfowisko Konotop

## Ścieżki poznawcze
Ścieżki dydaktyczne w Parku nazywane są ścieżkami poznawczymi i oznakowano je w terenie zielonymi choinkami na białym kwadracie. Wytyczono 5 ścieżek poznawczych, w tym 3 w północno-zachodnim (NW) rejonie Parku oraz 2 w południowym (S) rejonie:
- „Drawnik” (NW) – 4 km, czas przejścia 2 godz.,
- „Barnimie” (NW) – 3 km + 4 km, łączny czas przejścia 3 godz.,
- „Międzybór” (NW) – 4 km, czas przejścia 2 godz. 30 min,
- „Głusko” (S) – 3 km, czas przejścia 40 min,
- „Jezioro Ostrowieckie” (S) – 7 km (wariant I) lub 5 km (wariant II)

Ponadto na terenie Parku wyznaczono ścieżkę geologiczną „Petrografia terenów nad Drawą” – 3,8 km, czas przejścia 2 godz.

## Administracja Drawieńskiego PN
Dyrekcja Drawieńskiego Parku Narodowego

ul. Leśników 2

73-220 Drawno

## Plany powiększenia
Istnieją plany poszerzenia granic parku narodowego o ok. 18118 ha obejmujące obszar 
sandrowy z jeziorami i torfowiskami między Barnimiem a Wygonem, całość buczyn między 
Radachowem a Wołogoszczą, lasy po Mierzęcin, całą dolną Drawę aż do Krzyża, jezioro Szczuczarz, dolinę Cieszynki od jeziora Załom